# Татра T5B6
Татра T5B6 е модел четириосни трамваи за еднопосочно движение, произвеждани през 1976 г. от „Tatra Smíchov“ в Прага, Чехословакия. Самите трамваи са развитие на трамваите Татра T3.
През 1976 година са били произведени два прототипа от трамвайните мотриси Татра T5B6 по поръчка на СССР. В Мост този тип трамваи започва своята история през 1979 г. когато са доставени 2 броя T5B6 от град Твер.

## Конструкция
Трамвай Татра T5B6 е четириосен с една кабина и една секция. Има четири врати. Мотрисата разполага с четири тягови двигателя. Водещи са първата и втората талига. Ширината на талигите е 1435 mm. Трамвая има тристорно управление тип TV 2.

## Технически параметри
- Дължина (без съединител): 14,7 m
- Широчина: 2,6 m
- Височина: 3,145 m
- Междурелсие: 1435 mm
- Тегло на празна мотриса: 17,7 t
- Максимален брой пътници: 113
  - седящи: 39
  - правостоящи: 83
- Максимална мощност: 4 х 40 kW
- Напрежение: 600 V DC
- Максимална скорост: 65 km/h